# The Streets

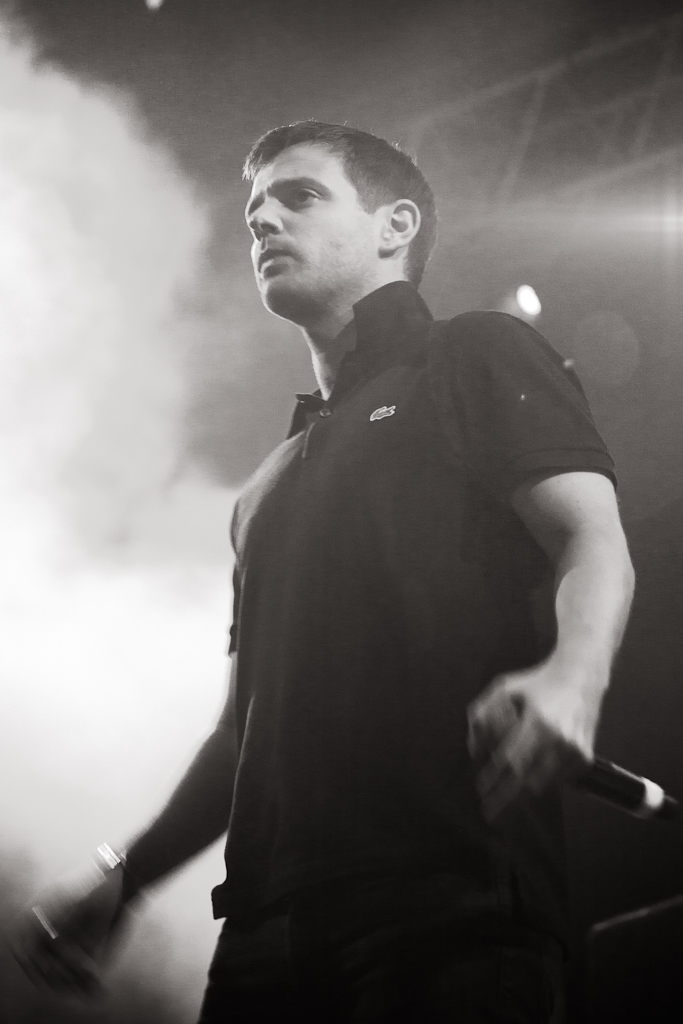
Mike Skinner în concert

Mike Skinner (născut pe 27 noiembrie 1978) este un rapper din Birmingham, cunoscut sub numele său de scenă The Streets. Mike Skinner reprezintă unul dintre cei mai mari rapperi actualmente in activitate din Regatul Unit.
Pâna în acest moment The Streets au lansat 4 albume și este așteptat al 5-lea album denumit "Computers and blues".
1. ↑  „Mike Skinner”, Internet Movie Database, accesat în 13 octombrie 2015
2. ↑  Mike Skinner, Česko-Slovenská filmová databáze
3. ↑  „Mike Skinner”, Gemeinsame Normdatei, accesat în 2 mai 2015
4. 1 2  Montreux Jazz Festival Database[*] Verificați valoarea |titlelink= (ajutor);